# باول أ. تشيس
باول أ. تشيس هو عسكري وسياسي أمريكي، ولد في 13 نوفمبر 1895 في ويتنغهام في الولايات المتحدة، وتوفي في 31 يوليو 1963 في تاونشيند في الولايات المتحدة.

## مناصب
- انتخب Associate justice [الإنجليزية]‏ Vermont Supreme Court [الإنجليزية]‏ (1953 – 1956).
- انتخب رئيس مجلس الإدارة Vermont Public Utility Commission [الإنجليزية]‏ (1947 – 1948).
- انتخب رئيس [الإنجليزية]‏ Vermont Bar Association [الإنجليزية]‏ (1945 – 1946).
- انتخب عضو مجلس نواب فيرمونت ‏ (يناير 1947 – أبريل 1947).